# シクレソニド
シクレソニド（英: Ciclesonide）は、喘息（ぜんそく）やアレルギー性鼻炎の治療に使用される糖質コルチコイドである。糖質コルチコイドは副腎皮質ホルモンのひとつで、副腎皮質ホルモンはステロイドホルモンに属している。
日本では、帝人ファーマから吸入ステロイド喘息治療剤のオルベスコ（オルベスコインヘラー）として販売されている。海外では喘息の治療薬としてブランド名Alvesco、花粉症の治療薬としてブランド名Omnaris、Omniair、Zetonna、Alvescoで、米国およびカナダで販売されている。

## オルベスコ（商品）
帝人ファーマの吸入ステロイド剤で、シクレソニドを主薬とした定量噴霧式エアゾール剤（pMDI）である。成人用としては日本で初めての1日1回投与である（ただし、1日800μgを投与する場合は、朝、夜の2回に分けて投与）。2020年現在、処方箋医薬品である。後発品は発売されていない。

## シクレソニドの開発・権利
シクレソニドはドイツのアルタナが開発した。
1990年に特許が取得され、2004年2月に気管支喘息を適応症としてオーストラリアで承認された。
2006年10月に米国食品医薬品局によって成人と12歳以上の小児に承認された。 
2006年にアルタナの製薬部門はスイスのナイコメッド社に買収され、2011年にナイコメッドは武田薬品工業に買収された。
日本では帝人（2002年に帝人ファーマに分社）により1999年より臨床試験が行われ、2007年に気管支喘息を適応症とし製造・販売を承認され発売された。しかし、海外メーカーからの導入品のため、増産する場合も帝人ファーマの一存ではできないという。
日本向けの製剤がどこで製造されているかに関して、帝人ファーマは非開示である。
米国販売権は、上記武田薬品工業から米Sunovion Pharmaceuticals Inc.（英語版）（大日本住友製薬の子会社）に譲渡され、2017年に、大日本住友製薬から上記Covis Pharmaに譲渡された。海外での権利は、Sunovion Pharmaceuticals Inc.、2015年に英アストラゼネカに移り、2018年より上記Covis Pharma（本社オランダ、アポロ・グローバル・マネジメント傘下）が保有している。
Covis Pharmaは、オランダのバールンに本社、スイスのツークに支社をもつ。親会社はファンド会社のアポロ・グローバル・マネジメント（本社、ニューヨーク）。
シクレソニドを承認している国は2010年でも59カ国あった。がん幹細胞の阻害など、本剤の有用性が多数報告されている。

## 薬剤の特徴
プロドラッグ（生体で代謝作用を受けて変化後に効果を発揮する薬剤）である。吸入投与後、肺および気道でエステラーゼにより活性化され、活性代謝物である脱イソブチリル体になる。

## 副作用
頭痛、鼻血、鼻と喉の内膜の炎症。 

## 禁忌
1. 有効な抗菌剤の存在しない感染症、深在性真菌症の患者。症状を増悪するおそれがある。
2. 成分（シクレソニド、無水エタノール、1,1,1,2-テトラフルオロエタン（HFA-134a））に対して過敏症の既往歴のある患者。

## 原則禁忌
結核性疾患の患者。症状を増悪するおそれがある。

## 研究事例
2020年3月2日、2019新型コロナウイルスによる急性呼吸器疾患（COVID-19）の肺炎に著功を示した3症例が神奈川県立足柄上病院のチームから報告されたのを皮切りに、症例が続々と報告された。